# Bogdány Csaba
Bogdány Csaba (Balassagyarmat, 1981. május 15. –) magyar labdarúgó, jelenleg a Mezőkövesdi SE középpályása.

## Fordítás
Ez a szócikk részben vagy egészben  a   Csaba Bogdány című angol Wikipédia-szócikk ezen változatának fordításán alapul.  Az eredeti cikk szerkesztőit annak laptörténete sorolja fel. Ez a jelzés csupán a megfogalmazás eredetét és a szerzői jogokat jelzi, nem szolgál a cikkben szereplő információk forrásmegjelöléseként.